# Peritraeus
Peritraeus is een monotypisch geslacht van spinnen uit de  familie van de Thomisidae (krabspinnen).

## Soort
- Peritraeus hystrix Simon, 1895